# Melitaea cinxia
Mélitée du plantain
Espèce
La Mélitée du plantain (Melitaea cinxia) est une espèce paléarctique de lépidoptères (papillons) de la famille des Nymphalidae.

## Noms vernaculaires
- En français : la Mélitée du plantain, la Déesse à ceinturons ou le Damier du plantain[1].
- En anglais : Glanville Fritillary, nom qui fait référence à Lady Eleanor Granville, une entomologiste du XVIIe siècle qui découvrit cette espèce dans le Lincolnshire[2].
- En allemand : Wegerich-Scheckenfalter[3].
- En espagnol : Doncella punteada[4].

## Description

### Papillon
L'imago de la Mélitée du plantain est un papillon de taille petite à moyenne.
Le dessus des ailes a un fond fauve orangé, orné d'un quadrillage brun-noir, avec aux ailes postérieures une série de points noirs dans les taches fauves submarginales, qui permettent de reconnaître l'espèce. 
Le revers de l'aile postérieure présente une alternance de bandes transversales blanc-crème et orangées, délimitées par de fines lignes brunes.

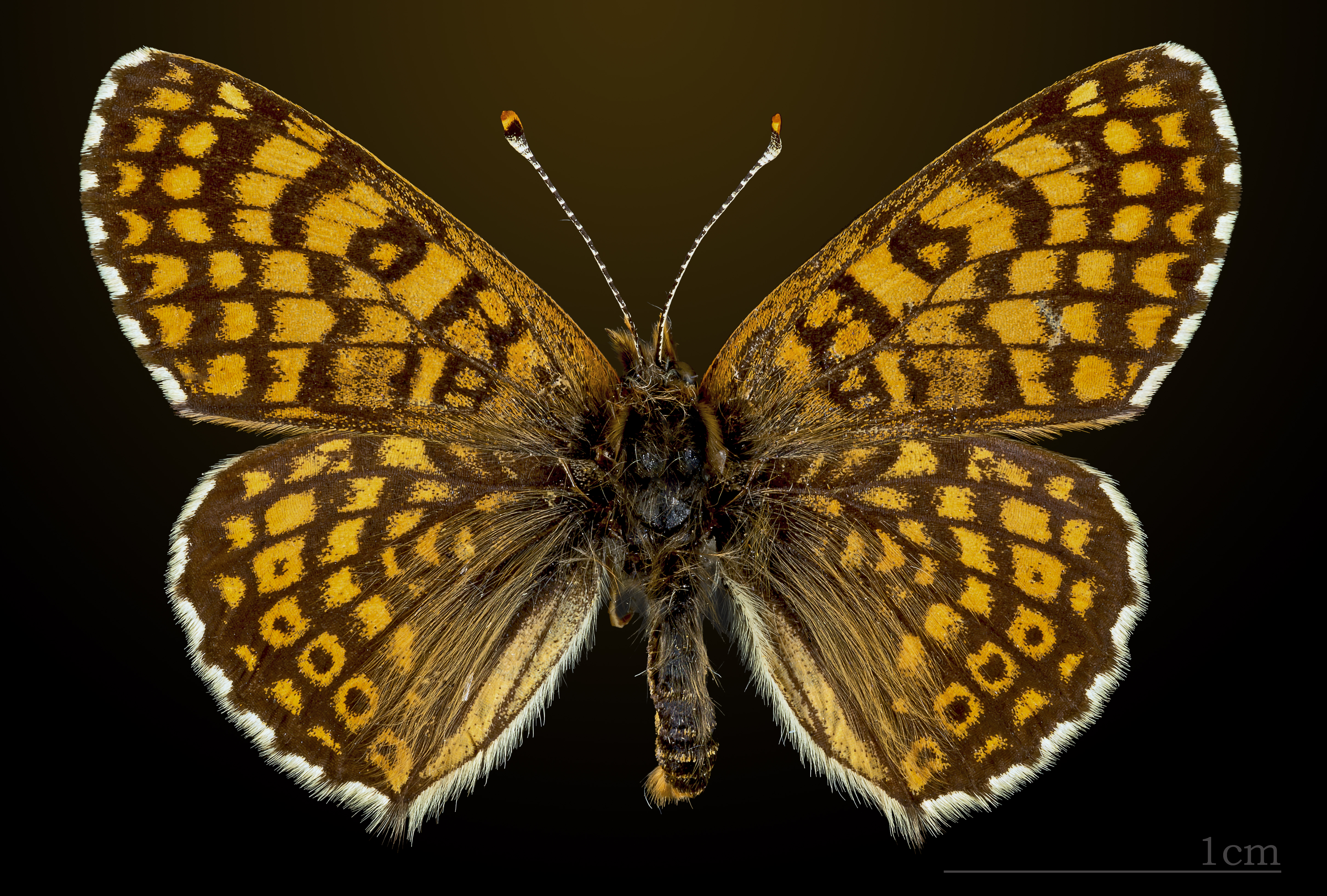
Face dorsale — coll. MHNT.
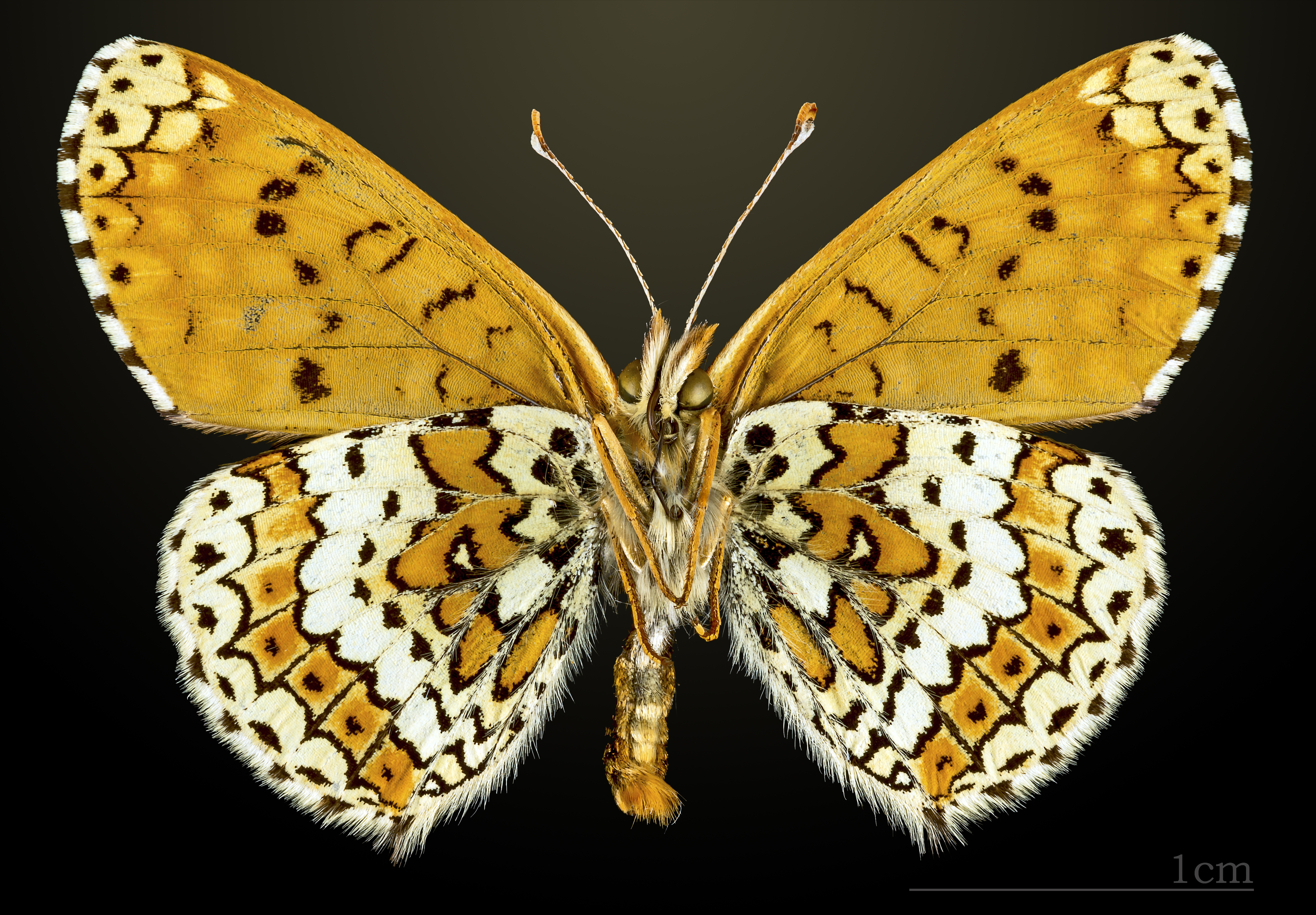
Face ventrale — coll. MHNT.
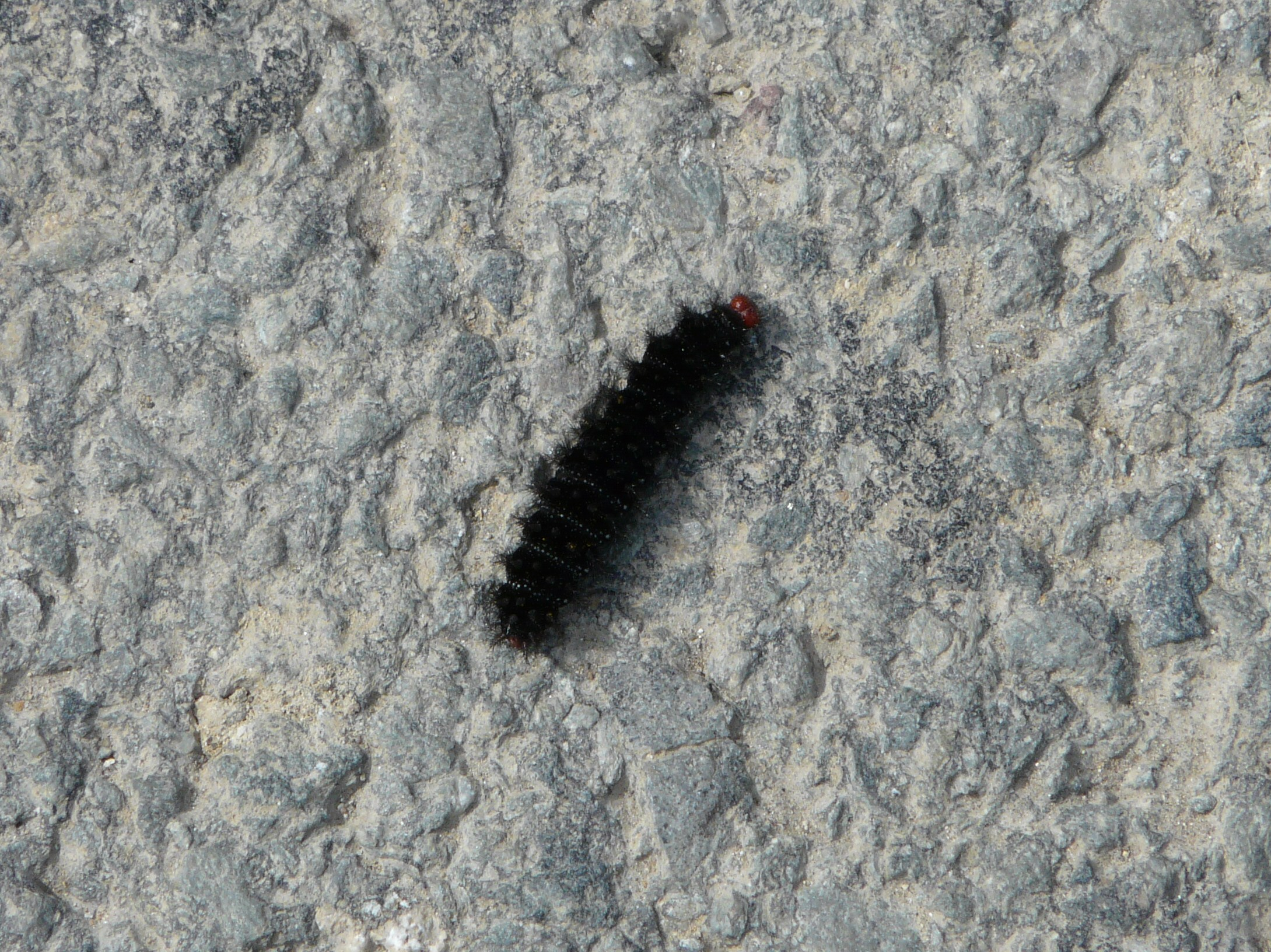
Chenille.
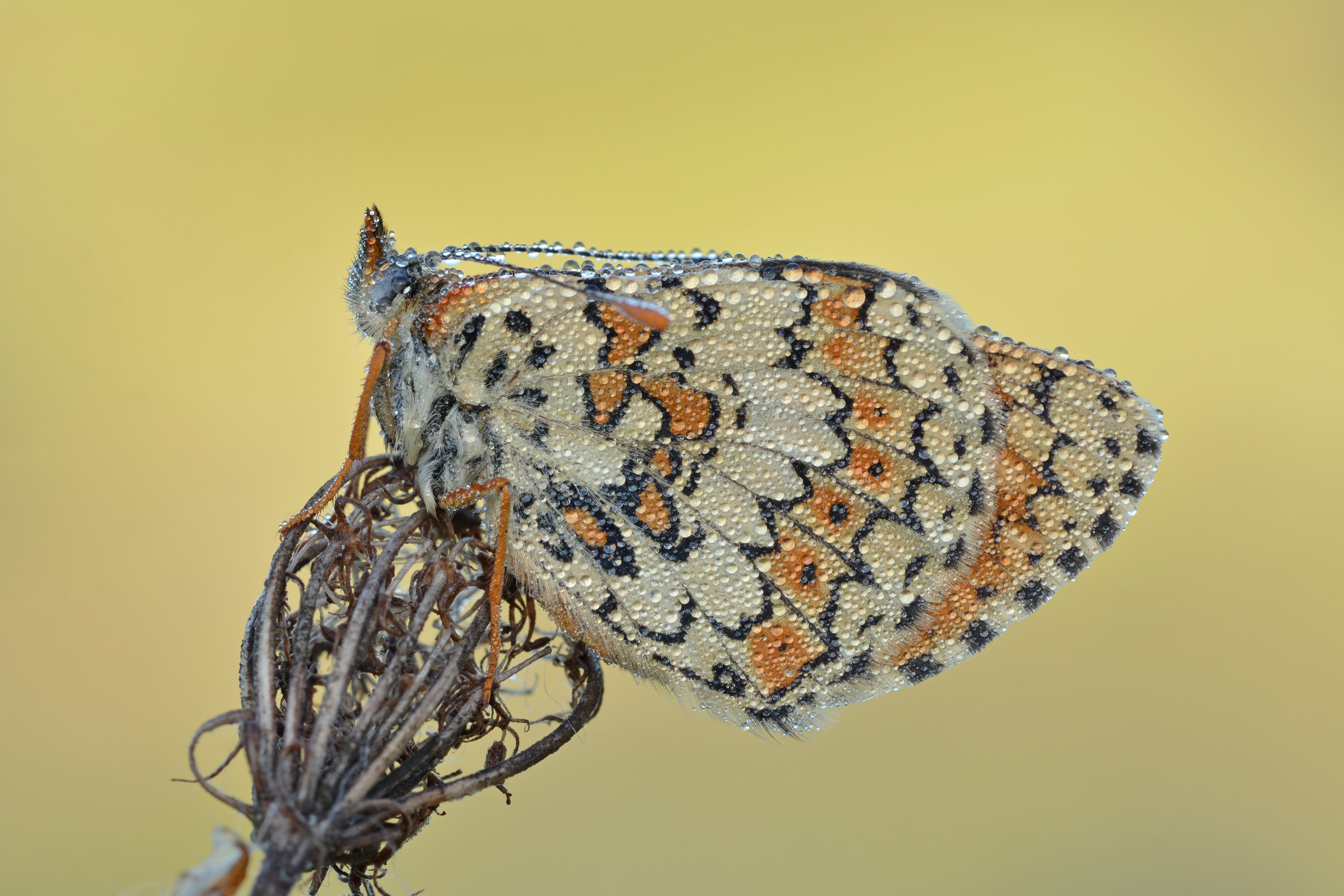
Dessous d'un imago couvert de gouttes de rosée.

### Chenille
La chenille est principalement noire, avec des épines noires, des rangées transversales de points blancs, et la tête et les pattes rouge foncé. Elle est observable sur ses différentes plantes hôtes à partir de la fin du mois de Mars au début du printemps, on note sa présence avec des températures supérieures à 15º C. 

## Biologie

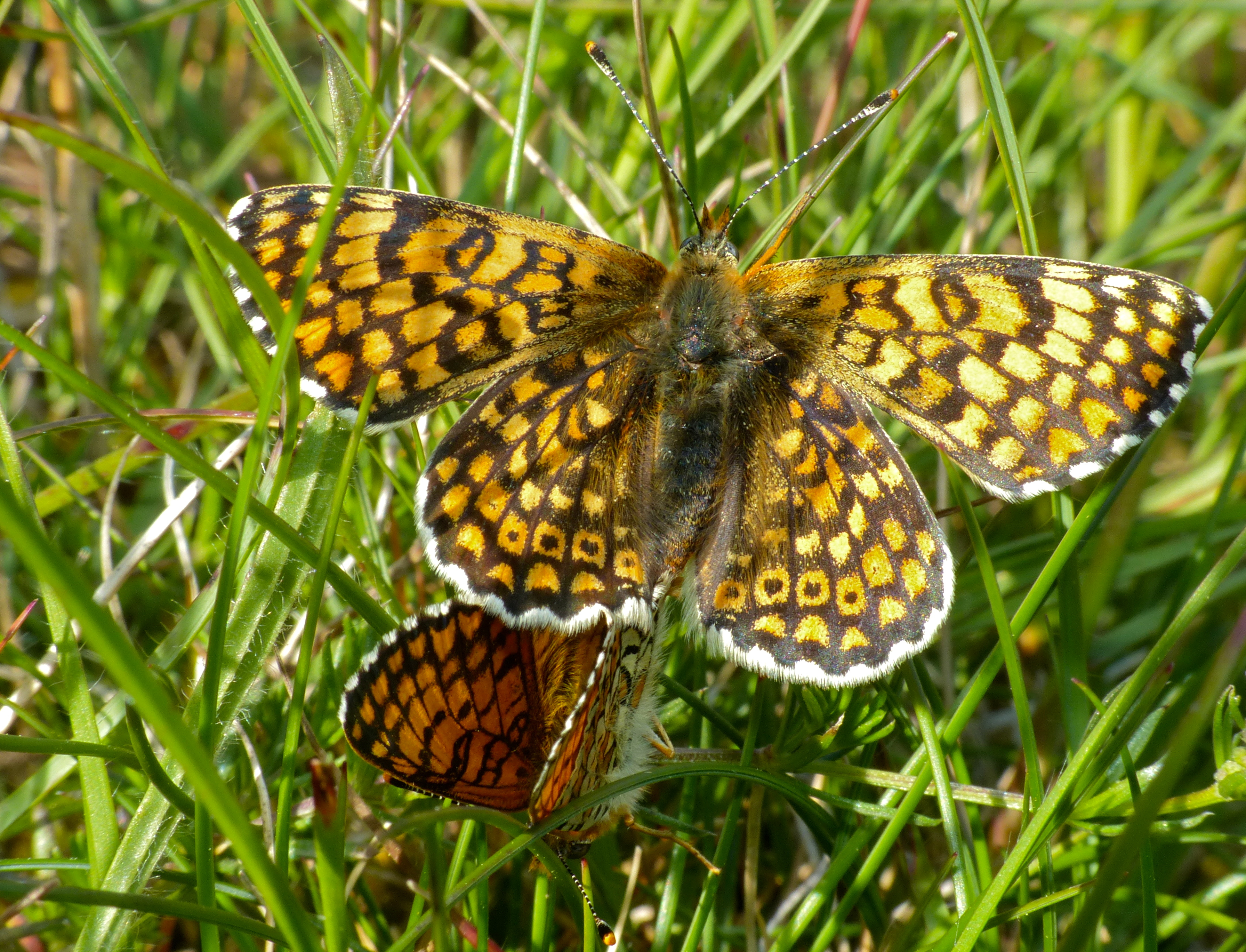
Accouplement (femelle en haut).

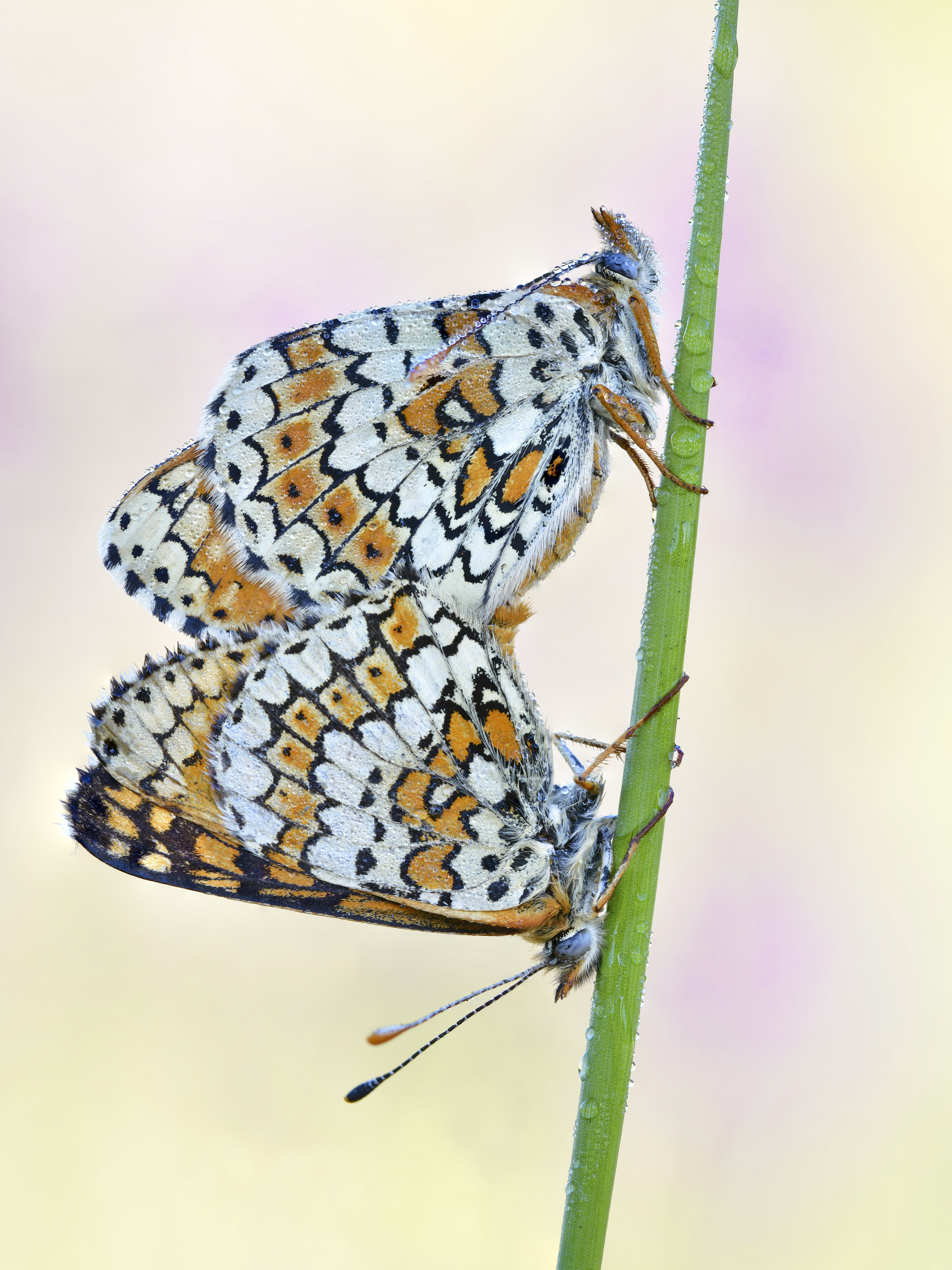
Autre accouplement (femelle en haut), en Allemagne.

### Phénologie
En fonction des régions, Melitaea cinxia produit soit une génération entre fin avril et fin juin, soit deux générations en mai-juin puis août-septembre.
L'espèce hiverne au stade de jeune chenille, dans une toile de soie.

### Plantes hôtes
Les plantes hôtes de la chenille sont nombreuses et varient en fonction des régions, avec notamment en Europe des Plantago, dont Plantago argentea, P. amplexicaulis, P. lanceolata, P. major, P. media et P. subulata, mais aussi Veronica spicata, Veronica teucrium et diverses  Centaurea, et en Afrique du Nord Centaurea pullata et Scorzonera pygmaea,.
La Mélitée du plantain pond préférentiellement ses œufs sur les pieds du Plantain lancéolé et de la Véronique en épi qui ont une forte concentration en glycosides iridoïdes comme l'aucubine et le catalpol. En se nourrissant, la chenille stocke ces toxines dans ses tissus, dissuadant les parasites qui pourraient l'attaquer, comme la guêpe parasitoïde Cotesia melitaearum.

## Distribution et biotopes

### Aire de répartition
Melitaea cinxia est largement répandue dans l'écozone paléarctique. Elle est présente en Afrique du Nord, dans presque toute l'Europe, au Moyen-Orient, et à travers l'Asie tempérée jusqu'en Extrême-Orient russe.
En Afrique du Nord, elle est présente dans deux isolats, un au Maroc et un frontalier entre le Maroc et l'Algérie[réf. souhaitée].
En Europe, elle est répandue sur une grande partie du continent, mais est absente du Nord de la Grande-Bretagne (sauf l'Île de Wight), de l'Irlande et du Nord de la Scandinavie.
En France métropolitaine, elle est présente dans presque tous les départements continentaux, mais est absente de Corse.

### Biotope
L'espèce se rencontre dans les prairies fleuries, jusqu’à plus de 2 500 m d'altitude.

### Pressions, menaces pour les populations
Cette espèce, comme presque tous les papillons est en régression en Europe, probablement en raison de l'utilisation généralisée d'insecticides qui contaminent l'eau, l'air et les sols, mais aussi et notamment en raison de la fragmentation écologique de ses milieux.
La génétique des populations de Melitaea cinxia a été étudiée chez des populations reproductrices dans environ 4 000 prés secs des îles Åland, en Finlande. Les résultats ont montré que ces populations subsistent dans un équilibre extinctions-recolonisations, avec environ seulement 500 habitats occupés chaque année (1/8e). Les variations induites par certaines modifications génétiques montrent, que la configuration écopaysagère influence la diversité génétique et les chances de survie.

Sur des milieux comparables mais fragmentés, l’endogamie induit des difficultés de vol, de métabolisme et/ou de ponte (oviposition) qui ne semblent pas être attribuables à d'autres facteurs que la fragmentation du milieu:

## Systématique
L'espèce actuellement appelée Melitaea cinxia a été décrite par le naturaliste suédois Carl von Linné en 1758, sous le nom initial de Papilio cinxia.
On recense entre autres les synonymes suivants :
- Papilio pilodellae Rottemburg, 1775
- Papilio delia [Denis & Schiffermüller], 1775
- Papilio abacus Retzius, 1783
- Papilio trivia Schrank, 1801
- Argynne phoebe Godart, 1821

### Sous-espèces
De nombreuses sous-espèces ont été décrites :
- Melitaea cinxia cinxia (Linnaeus, 1758)
- Melitaea cinxia amardea Grum-Grshimailo, 1895
- Melitaea cinxia heynei Rühl, 1895
- Melitaea cinxia clarissa Staudinger, 1901
- Melitaea cinxia diniensis Wheeler, 1903
- Melitaea cinxia tschujaca Seitz, 1909
- Melitaea cinxia sacaria Fruhstorfer, 1917
- Melitaea cinxia terracina Fruhstorfer, 1917
- Melitaea cinxia phaira Fruhstorfer, 1918
- Melitaea cinxia gergovia Fruhstorfer, 1918
- Melitaea cinxia ocelliformis Reuss, 1921
- Melitaea cinxia subtusmarcata Reuss, 1921
- Melitaea cinxia transversa Reuss, 1921
- Melitaea cinxia atlantis Le Cerf, 1923
- Melitaea cinxia bifasciata Hartig, 1924
- Melitaea cinxia impunctata Osthelder, 1925
- Melitaea cinxia pseudoclarisa de Sagarra, 1930
- Melitaea cinxia karavajevi Obraztsov, 1936
- Melitaea cinxia eridanea Rocci, 1940
- Melitaea cinxia balcanensis Eisner, 1942
- Melitaea cinxia pyrenemontana Rütimeyer, 1942
- Melitaea cinxia austrobscura Verity, 1950
- Melitaea cinxia burri de Lattin, 1950
- Melitaea cinxia winbladi Bryk, 1950
- Melitaea cinxia semijubilaris Langer, 1956
- Melitaea cinxia oasis Huang & Murayama, 1992
- Melitaea cinxia aversa Churkin & Kolesnichenko, 2002
- Melitaea cinxia mogoin Churkin & Kolesnichenko, 2005

## Protection
En France, la Mélitée orangée est protégée dans la région Île-de-France par l'arrêté du 22 juillet 1993 relatif à la liste des insectes protégés en région Île-de-France complétant la liste nationale,.

## Philatélie
Ce papillon figure sur un timbre-poste de l'île de Jersey de 1991 (valeur faciale : 15 p.).